# Diaea viridipes
Diaea viridipes är en spindelart som beskrevs av Embrik Strand 1909. Diaea viridipes ingår i släktet Diaea och familjen krabbspindlar. Inga underarter finns listade i Catalogue of Life.